# パリ条約 (1623年)
パリ条約（パリじょうやく、英語: Treaty of Paris）は1623年2月にフランス王国、サヴォイア公国、ヴェネツィア共和国の間で締結された条約。三国はグラウビュンデン州領ヴァルテッリーナに駐留するスペイン軍を追い出すことで合意した。